# Wolfsberg (distrito)
| Distrito de Wolfsberg                                      |                                        |
| Estado                                                     | Caríntia                               |
| Capital                                                    |                                        |
| Área                                                       | 973,79 km²                             |
| População                                                  | 54,996 habitantes (1 de abril de 2009) |
| Densidade                                                  | 56 hab./km²                            |
| Website                                                    | Site Oficial                           |
| Localização de Distrito de Wolfsberg no estado de Caríntia |                                        |
|                                                            |                                        |

O Distrito de Wolfsberg é um distrito da Áustria localizado no Estado da Caríntia.

## Cidades
- Bad Sankt Leonhard im Lavanttal
- Sankt Andrä
- Wolfsberg

## Marktgemeinden
- Frantschach-Sankt Gertraud
- Lavamünd
- Reichenfels
- Sankt Paul im Lavanttal

## Gemeinden
- Preitenegg
- Sankt Georgen im Lavanttal